# 德怀特·艾森豪威尔总统图书馆
德怀特·艾森豪威尔总统图书馆、博物馆暨童年故居（Dwight D. Eisenhower Presidential Library, Museum and Boyhood Home）是第34任美国总统（1953至1961年）德怀特·艾森豪威尔的总统图书馆、博物馆、安葬地以及童年故居，位于美国堪萨斯州阿比林。艾森豪威尔自1892年在此生活，直到1911年进入西点军校。在建馆后是由国家档案和记录管理局管理的总统图书馆之一。

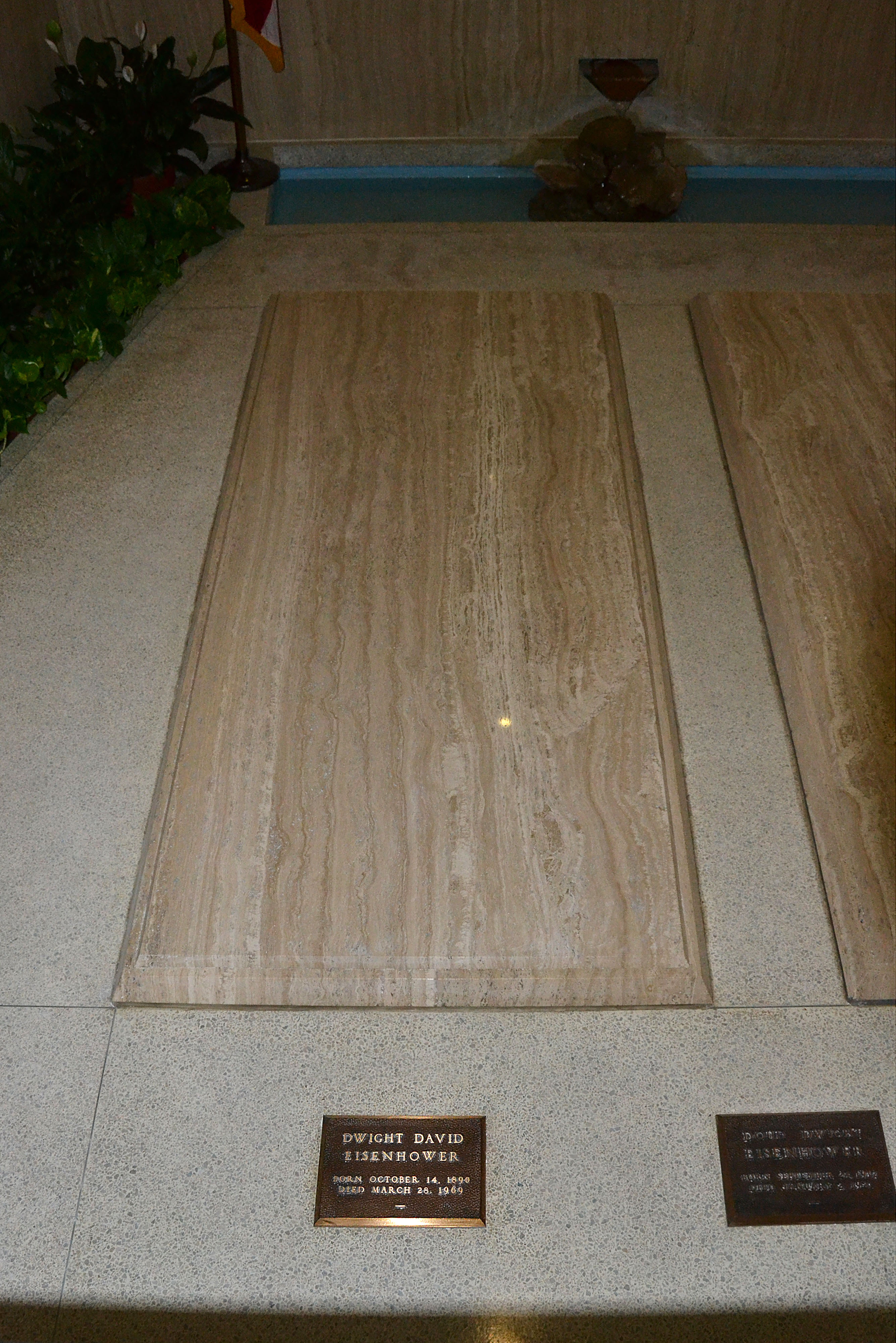
德懷特·艾森豪威爾總統的墓穴
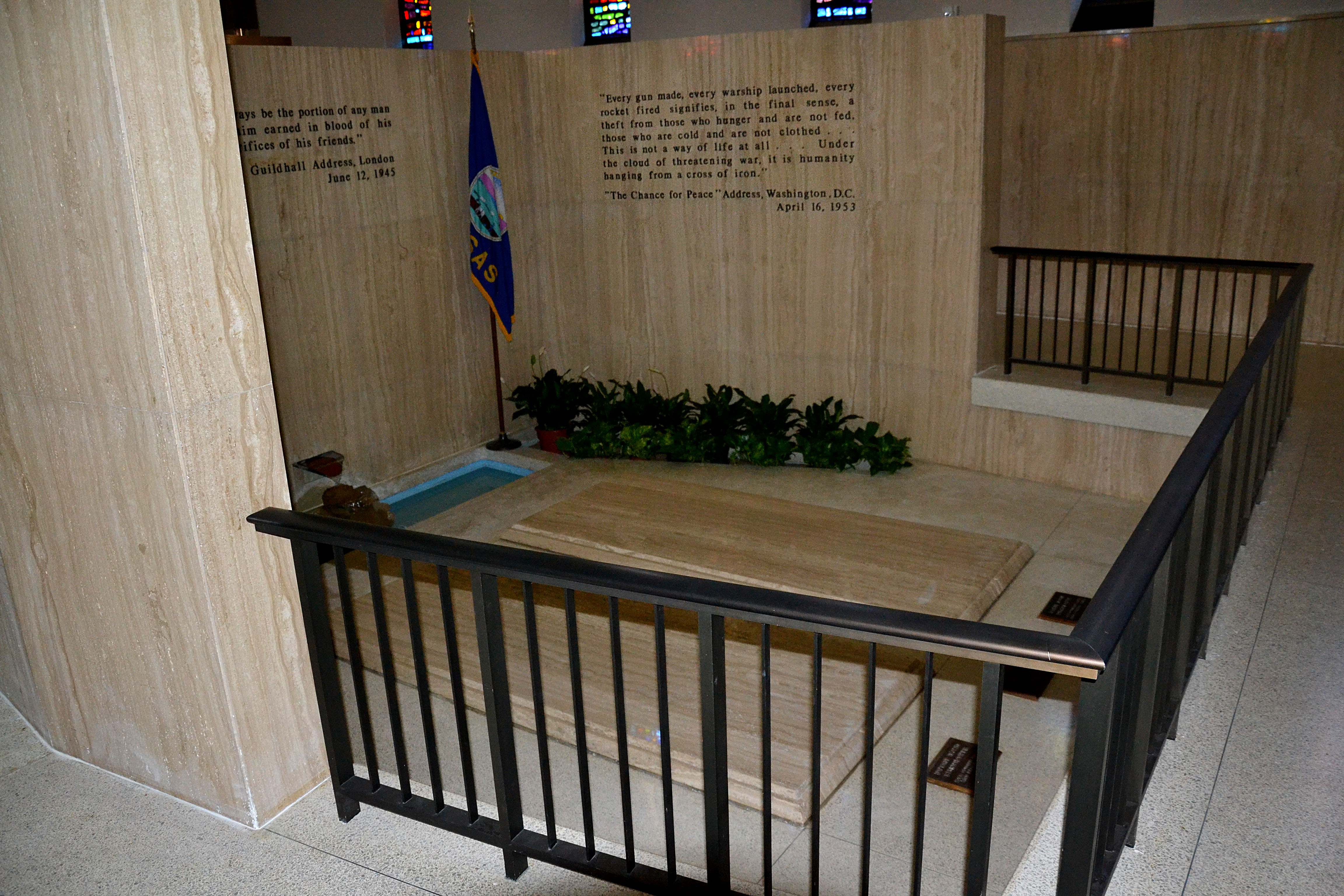
艾森豪威爾夫婦的墓園側拍
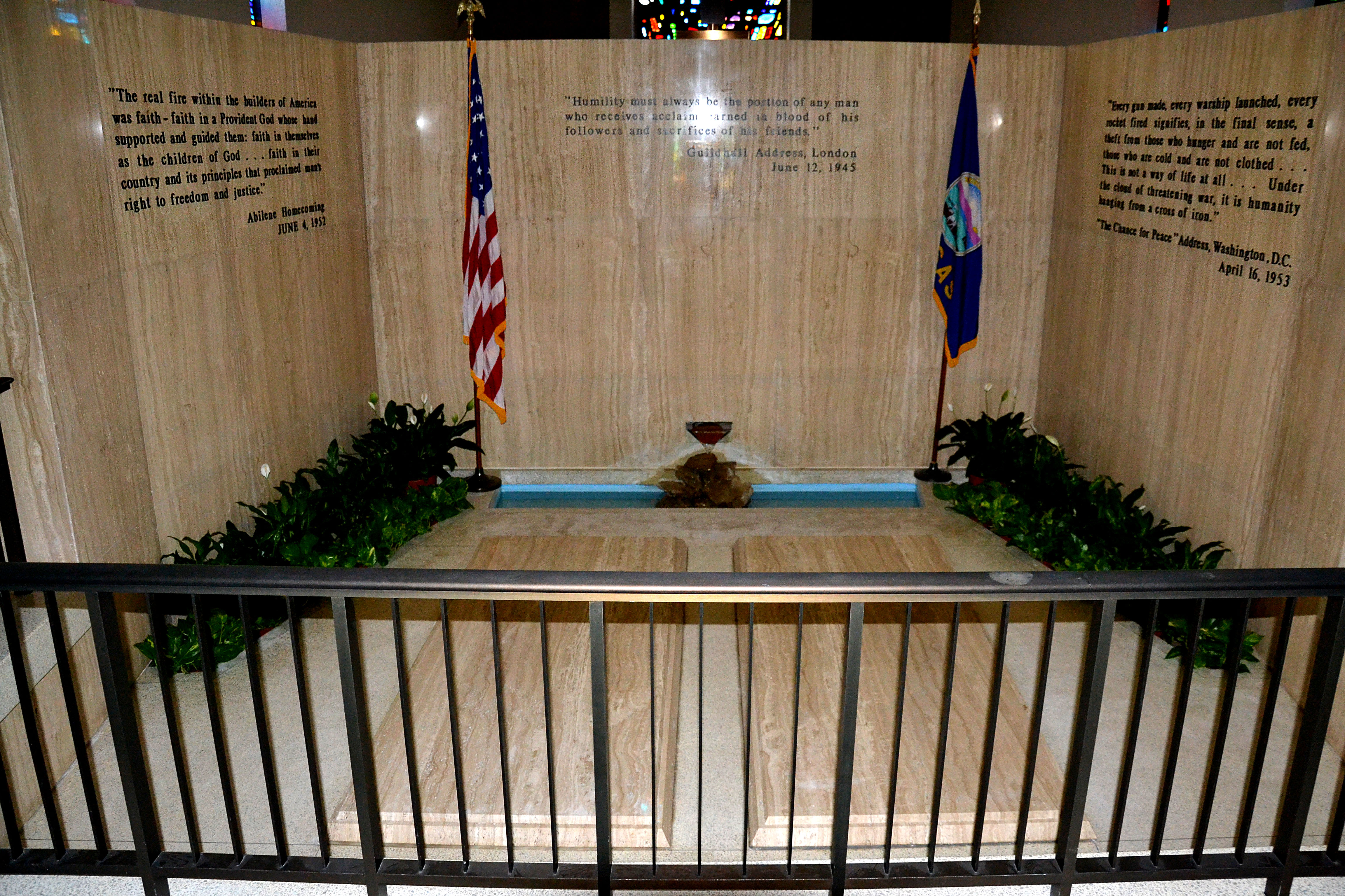
艾森豪威爾夫婦的墓園正拍
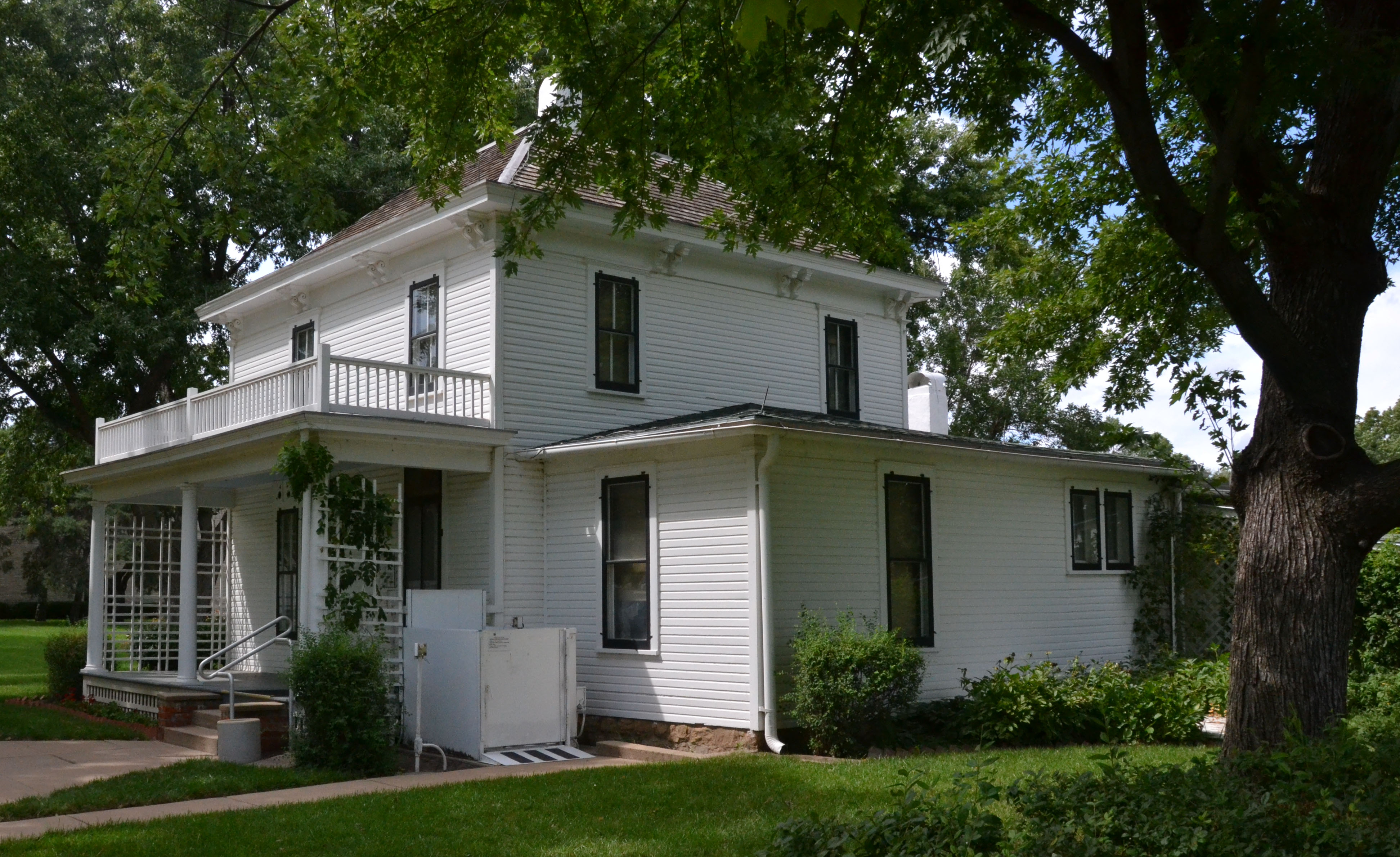
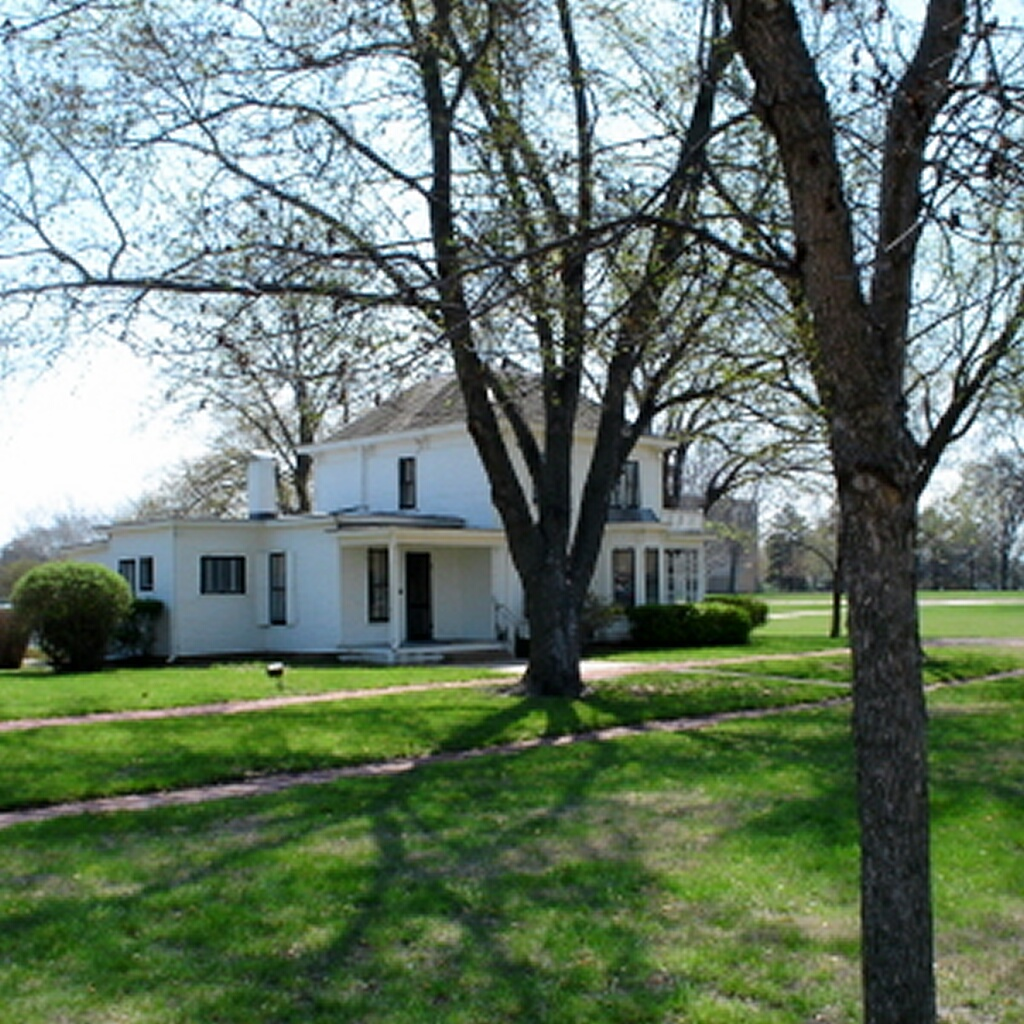
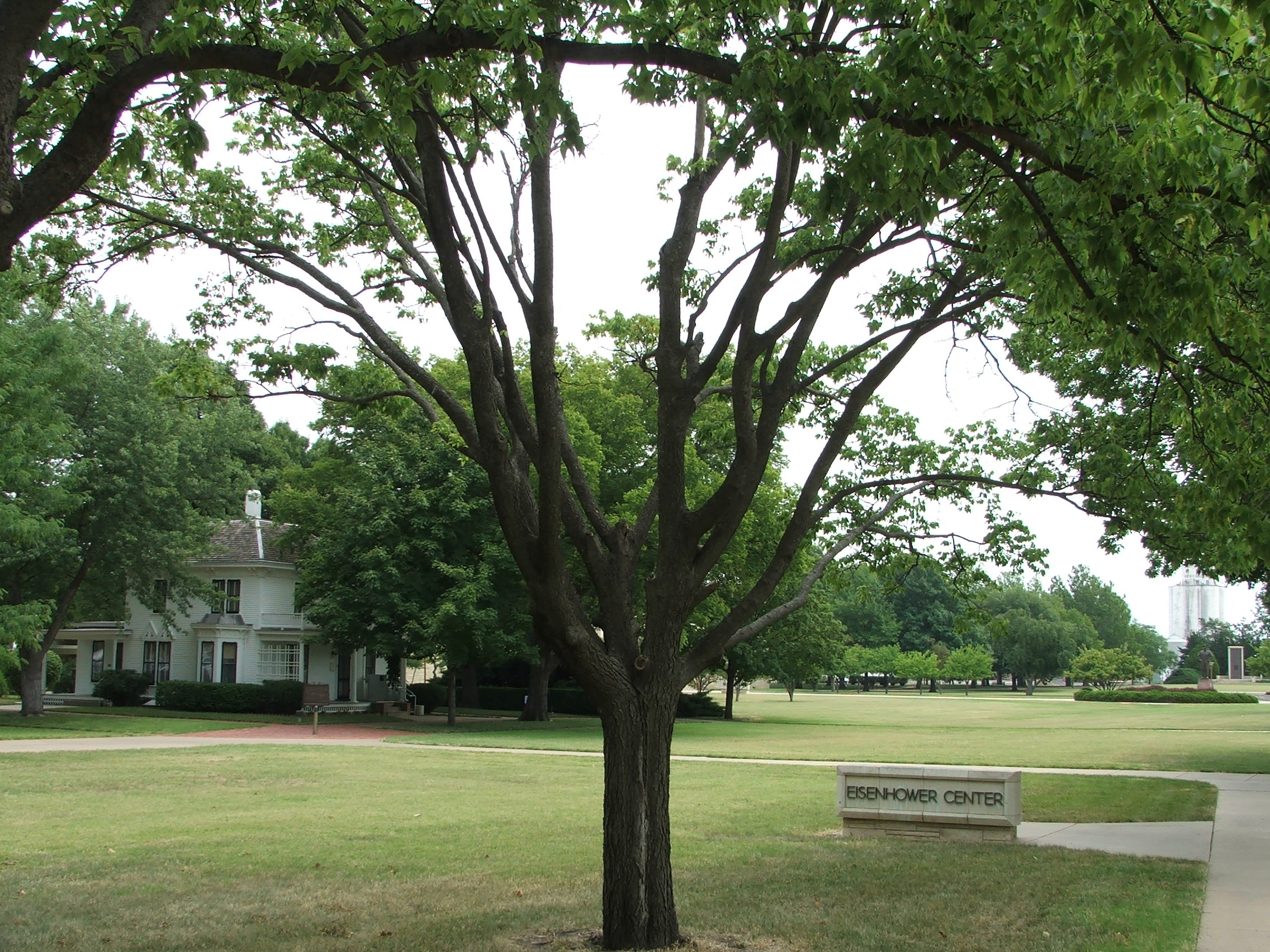
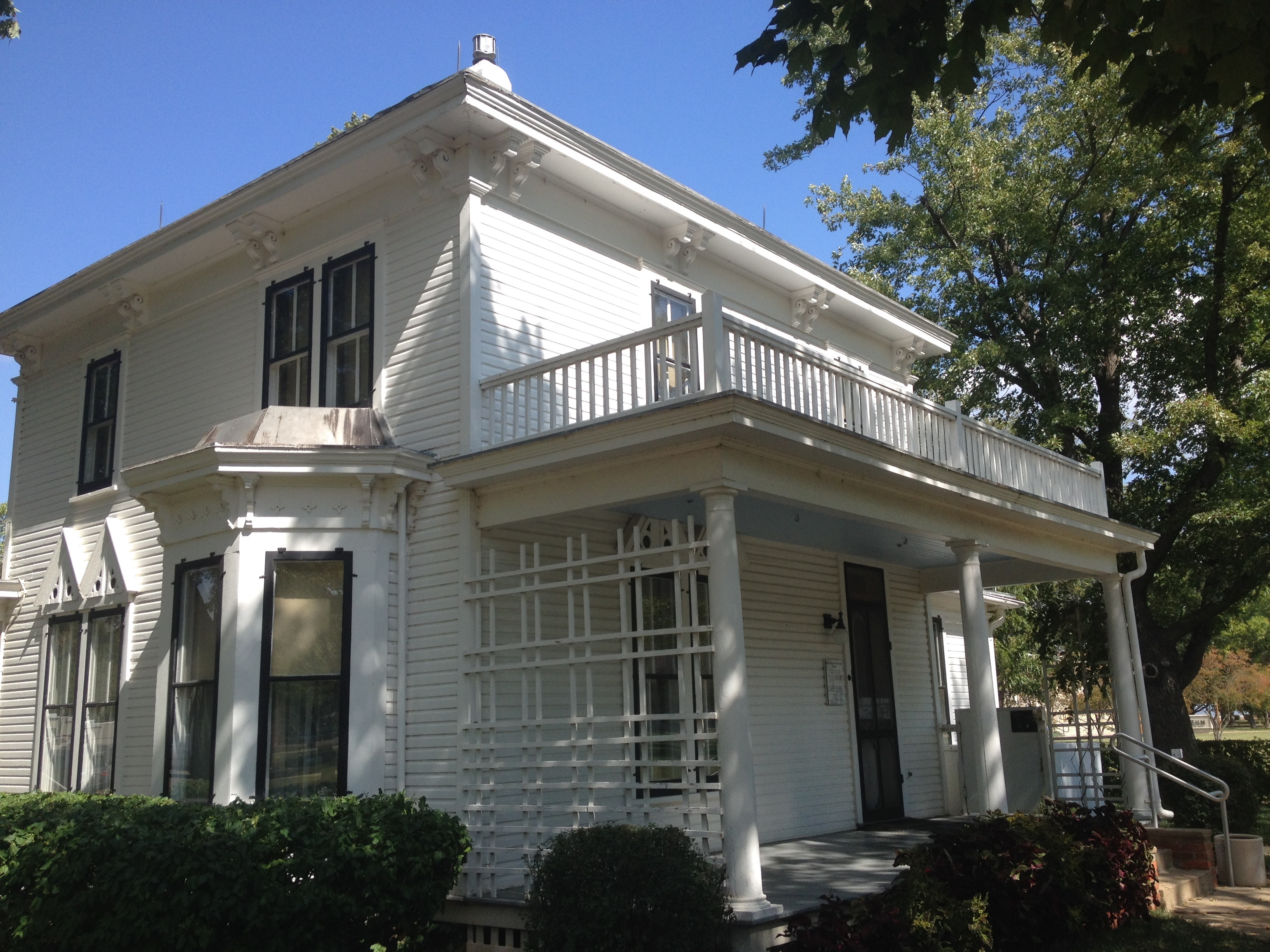